# هنري بيمبر سميث
هنري بيمبر سميث (بالإنجليزية: Henry Pember Smith)‏ هو رسام أمريكي، ولد في 20 فبراير 1854، وتوفي في 16 أكتوبر 1907.